# Nuh
Nuh (Noa; arapski نوح) lik je iz Kurana, jedan od proroka u islamu, apostol Boga, Alaha. Jedno je poglavlje Kurana nazvano po njemu.

## Život
Prema islamskoj tradiciji, Nuh je bio sin Lameka, potomka Adema, prvog čovjeka. Nuh nije bio vođa svog plemena niti posebno imućan čovjek, ali je služio Alahu štujući samo njega. Bio je prorok poslan da promijeni ljude.
U Nuhovo su doba ljudi štovali idole te je Alah poslao Nuha da obrati ljude kako bi se okrenuli od ispraznosti.
Kad je Nuh počeo propovijedati, ljudi ga nisu htjeli slušati, posebice oni bogatiji pripadnici plemena. Neki su ljudi prihvatili Alahovu poruku spasenja i prestali štovati druge bogove. Ljudi koji su i dalje štovali idole nazvali su Nuha vidovnjakom i anđelom, što je ovaj poricao, tvrdeći da je on samo ljudski poslanik.
Budući da većina ljudi jednostavno nije htjela povjerovati Nuhu, on se molio Alahu, koji je odlučio poslati veliki potop na Zemlju. Dao je upute Nuhu kako da sagradi arku i tako spasi sebe i druge Alahove vjernike. Počeo je graditi brod, a idolopoklonici su mu se još više rugali.
Došla je poplava i odnijela sve osim Nuha, njegove obitelji, ostalih vjernika i životinja jer su svi oni bili u arci. Jedan od Nuhovih sinova bio je nevjernik te je izginuo. Nuhova je žena bila veoma zla te joj je dosuđen pakao.

## Grob
Prema tradiciji, Nuhov se grob nalazi u Turskoj u Cizreu.